# Melicope nubicola
Melicope nubicola är en vinruteväxtart som beskrevs av Thomas Gordon Hartley. Melicope nubicola ingår i släktet Melicope och familjen vinruteväxter. Inga underarter finns listade i Catalogue of Life.